# Глейхман, Владимир Давидович
Владимир Давидович Глейхман (14 июня 1938, Москва — 16 июня 2021, Видное) — советский и российский дирижёр и музыкальный педагог, профессор Московского государственного университета культуры и искусств, заслуженный работник культуры РСФСР (1989). Создатель педагогического репертуара, которым пользуются во всех детских музыкальных школах России. Заслуженный деятель Всероссийского музыкального общества (1998 г.).

## Биография и творчество
Окончил Государственный музыкально-педагогический институт им. Гнесиных (1966 г.).
В 1961 году пришел на работу в Московский государственный университета культуры и искусств (кафедра оркестрового дирижирования). В 1980 году получил должность доцента, а в 1997 стал профессором.
В результате конкурса по МГУКИ в 2009 г. был признан «Лучшим профессором года» (I место).
Художественный руководитель ансамбля «Калина красная»
Художественный руководитель и главный дирижёр (с 1969 по 2021 г.) Муниципального оркестра русских народных инструментов г. Видное (с 2021 г. - Оркестр русских народных инструментов имени Владимира Давидовича Глейхмана)
В. Д. Глейхман — педагог, методист, создатель педагогического репертуара. Автор ряда учебных пособий, методических разработок и указаний, программ по специальному инструменту, изучению инструментов русского народного оркестра, методике обучения для средних и высших учебных заведений. Им написаны программы, учебные планы и рекомендации для повышения квалификации руководителей оркестров народных инструментов. Опубликовано 7 хрестоматий, свыше 25 составленных им сборников для балалайки, ансамблей и оркестра народных инструментов, куда вошли также и его сочинения, обработки, инструментовки и переложения. В. Д. Глейхман помогал молодым педагогам, проводил занятия на курсах повышения квалификации, мастер-классы, работал как председатель ГКК в МОКИ, председатель и член жюри местных, региональных и Российских конкурсов юных музыкантов-исполнителей.
Вёл классы специального инструмента балалайки, изучения оркестровых народный инструментов, ансамбля, читал лекции по методике обучения игре на народных инструментах. Его выпускники играют в профессиональных оркестрах и ансамблях, преподают в ДМШ, средних и высших учебных заведениях. Многие являются лауреатами всесоюзных, всероссийских и международных конкурсов и фестивалей, удостоены почетных званий. Это заслуженные артисты РФ: Константин Авксентьев (Москва), Дмитрий Белинский (Москва), Валентин Лобов (Москва), Иосиф Штиллер (Нижний Новгород); заслуженные работники культуры РФ: Александр Буслов (г. Тверь), Александр Груманов (г. Владимир), Александр Довгополов (г. Шебекино Белгородской обл.), Владимир Цветков (г. Химки Московской обл.), Игорь Локтев (г. Ожерелье Московской обл.), Сергей Пискарев (г. Кингисепп Ленинградской обл.); заслуженный деятель искусств Чечено-Ингушской АССР Руслан Ибрагимов (г. Грозный), кандидаты наук Виктор Галахов (г. Орел) и Вячеслав Догаев (г. Москва); Илья Лунин (г. Таллин)
На протяжении всей творческой и педагогической деятельности во МГУКИ В. Д. Глейхман активно занимался с народно-инструментальными ансамблями. В его классе постоянно действовали концертные ансамбли с обширным репертуаром, высоко профессиональным исполнительским уровнем, большой практикой публичных выступлений
В 2015 году был удостоен Премии Правительства Российской Федерации «Душа России» за вклад в развитие народного творчества в номинации «народная музыка»
Похоронен на Видновском кладбище.
В.Д. Глейхману – композитору
Блажен тот человек,

Кто к музыке причастен,

Его житейский век –

Возвышен и прекрасен!

Он дарит нам огни

Волшебных звуков смело,

Ведь музыка сродни

И разуму, и телу.Анатолий Васильевич Уваров

## Избранные учебные пособия
- Балалайка. Хрестоматия 1-3 кл. ДМШ. (народные песни, пьесы, этюды)./ сост. В. Глейхман. – М.: Кифара, 2004. – 188 с.
- Балалайка. Хрестоматия 3-5 кл. ДМШ. (народные песни, пьесы, этюды)./ сост. В. Глейхман. – М.: Кифара, 2007. – 160 с.
- Педагогический репертуар. 1-2 классы ДМШ. Вып.3. Сост. В.Глейхман. М.,1979
- Педагогический репертуар. 3-5 классы ДМШ. Вып 5. Сост. В. Глейхман,1982
- Пьесы для балалайки. 1-3 классы ДМШ. Сост. В.Глейхман. М.,1999
- Хрестоматия балалаечника. 1-2 классы ДМШ. Вып.1. Сост. В.Глейхман. М.,1976
- Организация работы начинающего самодеятельного оркестра русских народных инструментов. В.Д. Глейхман. – Москва; МГИК, 1976.